# Петко Братинов
Петко Христов Братинов е български поет и обществен деятел.

## Биография
Роден е на 13 септември 1939 г. в село Горна Росица, Севлиевско. Основното си образование завършва в родното място, а средното започва в Търговска гимназия в град Велико Търново, но след преместване на родителите му завършва в Добрич, специалност счетоводство. След отбиване на военната служба, започва да следва право. Завършва българска филология в Софийския държавен университет.
Петко Братинов е работил във вестниците „Народна младеж“, „Пулс“ и „Литературен фронт“, радио София, списание „Български воин“. Бил е директор на Националния литературен музей, а също така и дългогодишен директор на издателство „Български писател“. Председател на Творческия фонд на Съюза на българските писатели.

## Творчество
Петко Братинов започва да печата свои стихотворения и журналистически материали още като ученик. Автор е на 12 книги със стихотворения и поеми. Негови стихотворения са превеждани на руски, френски, английски, испански, арабски, унгарски, полски, чешки и монголски език.
Носител е на престижни литературни награди, между които националната литературна награда „Пеньо Пенев“ (2006) и националната награда за поезия „Иван Нивянин“ (2011).
Председател на журито на националната награда „Иван Пейчев“ през 2011 г.
Умира на 1 юни 2019 г.